# Nikon F-801s
Le Nikon F-801s est un appareil photographique reflex mono-objectif fabriqué par Nikon. Il est une évolution du Nikon F-801 avec un autofocus amélioré et la mesure spot. Il produit des images de 24 x 36 mm sur du film 35 mm en cartouches 135.
Il est produit de 1992 à 1994.

## Histoire
Le F-801 lancé en 1986 avait été très bien reçu mais la concurrence était vive et les ventes commençaient à baisser face au Canon EOS-10 ou au Minolta Dynax 8000i. Si la mesure de lumière matricielle et l'obturateur restaient dans le coup, l'autofocus lent et incapable de suivre un sujet en mouvement devenait un handicap commercial.

## Technique
Globalement, l'appareil n'est qu'une évolution du F-801. Les changements concernent l'autofocus qui gagne un "mode prédictif" qui anticipe la position future du sujet ce qui associé à un traitement plus rapide des informations permet de gagner 10 % sur la durée de la mise au point selon les données d'époque du constructeur. La mise au point peut être manuelle (M), ponctuelle (S, le point se fait quand le bouton de déclencheur est à demi enfoncé et le déclenchement ne peut avoir lieu que si le sujet est net) ou continue (C, le point se fait en permanence et il est possible de déclencher sans que le sujet soit net). L'entrainement du film est modifié avec un nouveau moteur donnant un couple supérieur et une réduction du bruit de fonctionnement. La mesure de lumière déjà excellente sur le F-801 gagne un mode "spot".